# Eutelia purpurascens
Eutelia purpurascens är en fjärilsart som beskrevs av Embrik Strand 1917. Eutelia purpurascens ingår i släktet Eutelia och familjen nattflyn. Inga underarter finns listade i Catalogue of Life.